# Agaricus hondensis
Agaricus hondensis là một loài nấm trong chi Agaricus.

## Hình ảnh

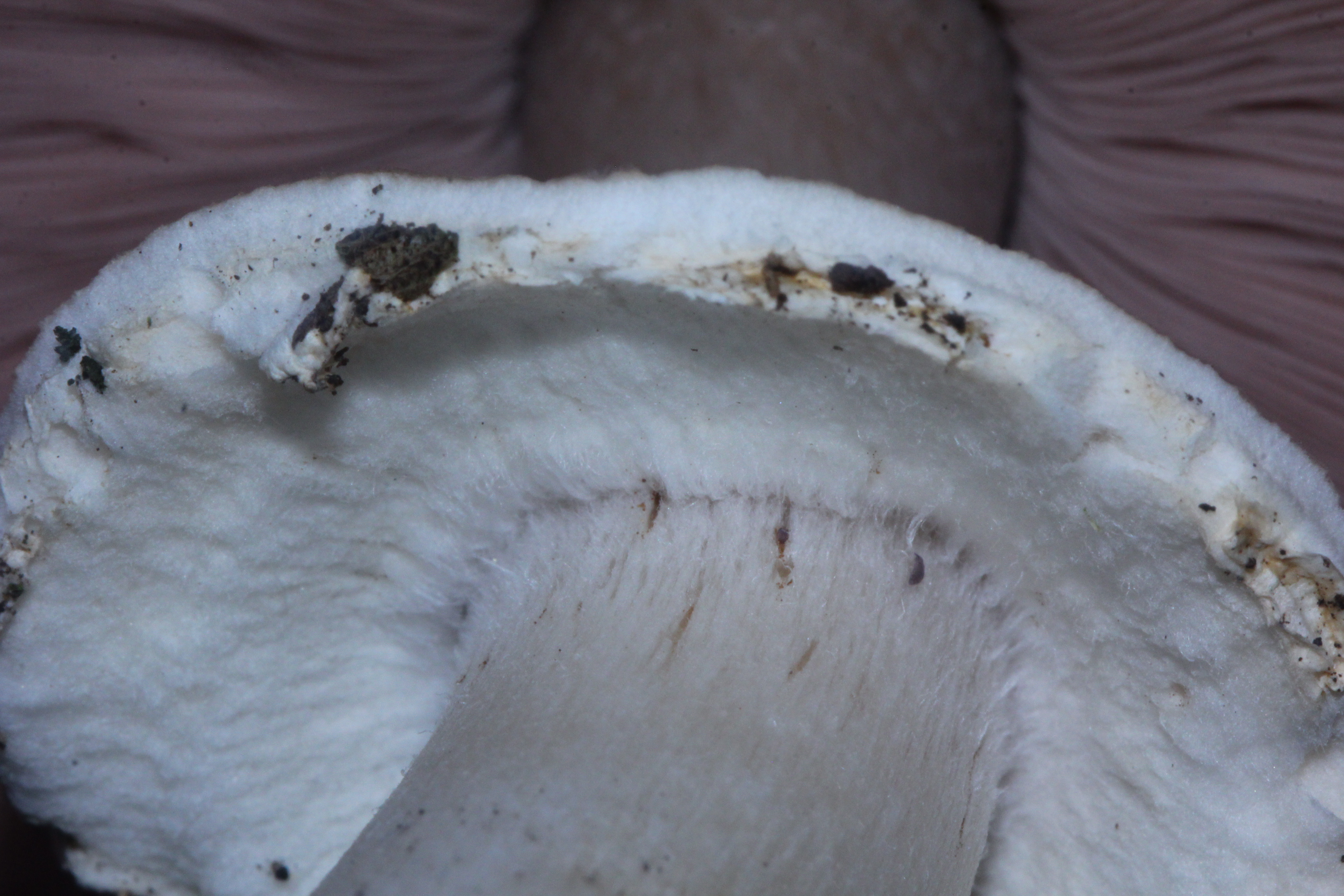
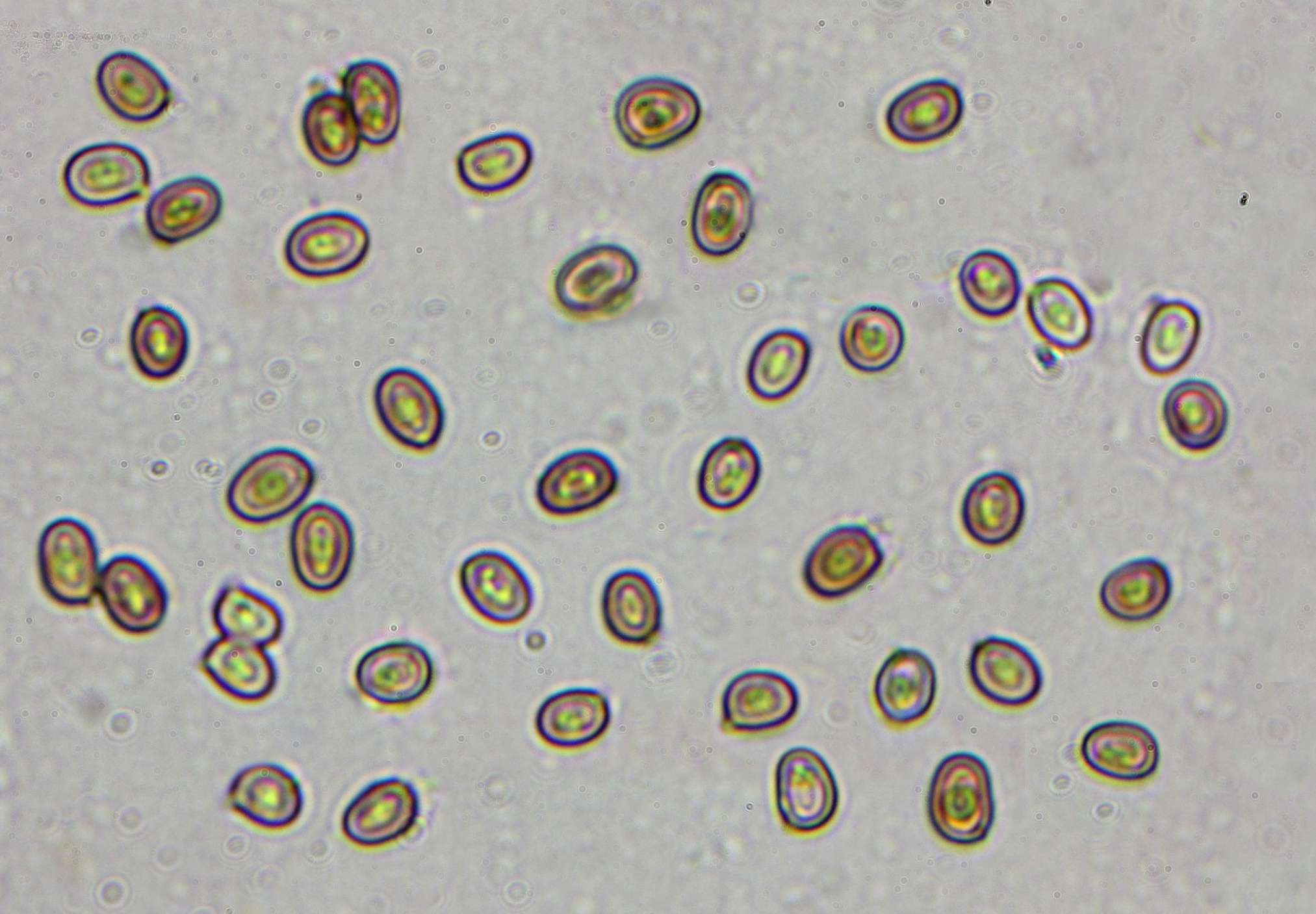